# Harpalus cuncticeps
Harpalus cuncticeps är en skalbaggsart som beskrevs av Ball. Harpalus cuncticeps ingår i släktet Harpalus och familjen jordlöpare. Inga underarter finns listade i Catalogue of Life.